# اسنکما کولئوپتر
اسنکما سی.۴۵۰ کولئوپتر (به معنای "سوسک" در  زبان فرانسوی، در زبان یونانی به معنای " بال‌های بریده شده ") یک هواپیمای عمودپرواز بود که در دهه ۵۰ توسط شرکت فرانسوی اسنکما ساخته شد. این یک هواپیمای تک نفره با بال حلقوی بود که برای برخاستن و فرود به صورت عمودی طراحی شده بود، بنابراین نیازی به باند فرودگاه نداشت. تنها نمونه اولیه در پرواز نهم خود از بین رفت. 

## مشخصات فنی
داده‌ها از Gaillard (1990)
ویژگی‌های عمومی
- خدمه: One
- طول: ۸٫۰۲ متر (۲۶ فوت ۴ اینچ)
- پهنای بال: ۴٫۵۱ متر (۱۴ فوت ۱۰ اینچ) including fins
- قطر: ۳٫۲۰ متر (۱۰ فوت ۶ اینچ)
- بیشترین وزن برخاست: ۳٬۰۰۰ کیلوگرم (۶٬۶۱۴ پوند)
- پیشرانه: ۱ عدد axial turbojet Atar EV (101E), ۳۶٫۳ کیلونیوتن (۸٬۲۰۰ پوند-نیرو) thrust